# Premio Hans Schneider de Álgebra lineal
El Premio Hans Schneider en Álgebra Lineal es otorgado cada tres años por la Sociedad Internacional de Álgebra Lineal. Reconoce la investigación, las contribuciones y los logros al más alto nivel de álgebra lineal y se otorgó por primera vez en 1993. Puede otorgarse por un logro científico sobresaliente o por contribuciones de por vida y puede otorgarse a más de un destinatario. El premio honra a Hans Schneider, uno de los matemáticos más influyentes del siglo XX en el campo del álgebra lineal y el análisis de matrices.

## Galardonados
- 1993: Miroslav Fiedler
- 1993: Shmuel Friedland
- 1993: Israel Gohberg
- 1996: Mike Boyle
- 1996: David Handelman
- 1996: Robert C. Thompson
- 1999: Ludwig Elsner
- 2002: Tsuyoshi Ando
- 2004: Peter Lancaster
- 2005: Richard S. Varga
- 2006: Richard A. Brualdi
- 2010: Cleve Moler
- 2010: Beresford Parlett
- 2013: Thomas J. Laffey
- 2016: Paul Van Dooren
- 2017: Rajendra Bhatia
- 2019: Volker Mehrmann
- 2020: Lek-Heng Lim